# Theta Coronae Borealis
Theta Coronae Borealis (θ Coronae Borealis, förkortat Theta CrB, θ CrB), som är stjärnans Bayer-beteckning, är en dubbelstjärna i den västra delen av stjärnbilden Norra kronan. Den har en genomsnittlig skenbar magnitud på +4,13 och är synlig för blotta ögat där ljusföroreningar ej förekommer. Baserat på parallaxmätningar i Hipparcos-uppdraget på 8,7 mas beräknas den befinna sig på ca 380 ljusårs (115 parsek) avstånd från solen.

## Egenskaper
Primärstjärnan Theta Coronae Borealis A är en blå till vit stjärna i huvudserien av spektralklass B6 Vnne. Den har en radie som är ca 3,5 gånger större än solens och utsänder ca 540 gånger mera energi än solen från dess fotosfär vid en effektiv temperatur på ca 12 400 K.
Theta Coronae Borealis A roterar extremt snabbt med en rotationshastighet på ca 393 km/s. Denna snabba rotation anses vara orsaken till en gasformig skiva som omger sådana stjärnor, kända som skalstjärnor, kända genom att gasen ger emissionslinjer som bildar ett karakteristiskt mönster i stjärnans spektrum.
Tetha Coronae Borealis, eller 4 Coronae Borealis, är en eruptiv variabel av Be-typ (BE). Den varierar mellan skenbar magnitud +4,06 och 4,33 med små och snabba variationer. Följeslagaren Theta Coronae Borealis B ligger separerad med ca 1 bågsekund från primärstjärnan och har en skenbar magnitud av 6,29. Båda stjärnorna kommer att svalna och expandera när deras förråd av väte i dess kärna är uttömt och blir röda jättar.